# 全国高校生チャレンジトライアスロン
全国高校生チャレンジトライアスロン（にほんトライアスロンせんしゅけん）は、日本トライアスロン連合が主催するトライアスロンの国内大会である。競技普及を目的として強化指定選手や団体推薦選手に出場が限定されないオープン大会である。

## 歴史
1999年に神奈川県の大磯ロングビーチにて日本初となる高校生のためのトライアスロン大会として「'99トライアスロン全国高校生大会」の大会名で開催。2000年は静岡県の日本サイクルスポーツセンター、2001年より東京都立川市の国営昭和記念公園に移す。
2008年と2009年は中学生の部併催の全国中学高校生トライアスロン大会に変更され、2010年は再び高校単独の全国高校生トライアスロン大会を経て、2011年より全国高校生チャレンジトライアスロンになった。
2017年大会は昭和記念公園トライアスロンフェスティバル 全国高校生大会として開催。
2018年からは全国高等学校トライアスロン選手権として開催。第1回は8月26日、京都府南丹市の大堰川緑地公園にて「第4回京都丹波トライアスロン大会in南丹」との併催で開かれたが、台風20号の影響でスイムがランに置き換わったデュアスロンとして開催された。

## 部門
- スプリント：S0.75km・B20km・R5km
- リレー：S0.75km・B20km・R5km
- チャレンジ：S0.3km・B15km・R3.4km

## 歴代優勝者
| 回                               | 開催日                       | 開催地                       | 男子スプリント優勝           | 女子スプリント優勝           | 備考                         |
| トライアスロン全国高校生大会     | トライアスロン全国高校生大会 | トライアスロン全国高校生大会 | トライアスロン全国高校生大会 | トライアスロン全国高校生大会 | トライアスロン全国高校生大会 |
| -------------------------------- | ---------------------------- | ---------------------------- | ---------------------------- | ---------------------------- | ---------------------------- |
| 1                                | 1999年                       | 大磯ロングビーチ             | 稲谷将太                     | 中川絵理                     |                              |
| 2                                | 2000年                       | 日本サイクルスポーツセンター |                              |                              |                              |
| 3                                | 2001年                       | 国営昭和記念公園             |                              |                              |                              |
| 4                                | 2002年                       | 国営昭和記念公園             |                              |                              |                              |
| 5                                | 2003年                       | 国営昭和記念公園             |                              |                              |                              |
| 6                                | 2004年                       | 国営昭和記念公園             |                              |                              |                              |
| 7                                | 2005年                       | 国営昭和記念公園             |                              |                              |                              |
| 8                                | 2006年                       | 国営昭和記念公園             |                              |                              |                              |
| 9                                | 2007年                       | 国営昭和記念公園             |                              |                              |                              |
| 10                               | 2008年                       | 国営昭和記念公園             |                              |                              |                              |
| 11                               | 2009年                       | 国営昭和記念公園             |                              |                              |                              |
| 12                               | 2010年                       | 国営昭和記念公園             |                              |                              |                              |
| 13                               | 2011年9月10日                | 国営昭和記念公園             | 生田目颯                     | 小原すみれ                   |                              |
| 14                               | 2012年9月8日                 | 国営昭和記念公園             |                              |                              |                              |
| 15                               | 2013年9月14日                | 国営昭和記念公園             |                              |                              |                              |
| 16                               | 2014年9月13日                | 国営昭和記念公園             | 仲尾俊祐                     | 中島帆波                     |                              |
| 17                               | 2015年9月12日                | 国営昭和記念公園             | 玉崎稜也                     | 松居智咲                     |                              |
| 18                               | 2016年9月11日                | 国営昭和記念公園             | 小原北斗                     | 松居智咲                     |                              |
| 19                               | 2017年9月10日                | 国営昭和記念公園             |                              |                              |                              |
| 全国高等学校トライアスロン選手権 |                              |                              |                              |                              |                              |
| 1                                | 2018年8月26日                | 大堰川緑地公園               | 吉川恭太郎                   | 和田純菜                     | デュアスロンとして開催       |